# 岩木一麻
岩木 一麻（いわき かずま、1976年3月 - ）は、日本の小説家。

## 略歴・人物
埼玉県東松山市出身。千葉県在住。
埼玉県立松山高等学校卒業。弘前大学農学部卒業。神戸大学大学院自然科学研究科分子集合科学専攻博士課程修了。
国立がん研究センター、放射線医学総合研究所で癌の研究に従事。現在は医療系の出版社に勤務している。
母は看護師、弟は獣医師、祖父は医師、妹と祖母は薬剤師という医療系一家。親族には医師が多く、本家は現在も病院を経営している。
2016年に『がん消滅の罠 完全寛解の謎』で第15回『このミステリーがすごい!』大賞を受賞。

## 作品リスト

### 単行本
- 『がん消滅の罠 完全寛解の謎』（2017年、宝島社）
- 『時限感染 殺戮のマトリョーシカ』（2018年、宝島社）
- 『がん消滅の罠 暗殺腫瘍』（2021年、宝島社）

### 文庫
- 『がん消滅の罠 完全寛解の謎』（2018年、宝島社）
- 『時限感染』（2019年、宝島社）

## メディア・ミックス

### テレビドラマ
- 「がん消滅の罠 完全寛解の謎」（2018年4月2日、TBS、ドラマ特別企画、主演：唐沢寿明）